# Sophie Stebnowska
Mariane Theresia Sophie "Maria Sofia" Stebnowska ibland även benämnd Stempkosta, född 9 juli 1753 i Polen, död 16 februari 1848 på Drottningholms slott, var en polsk operasångerska, musiker och skådespelare verksam i Sverige. Hon kom att räknas som en av de större talangerna vid den nygrundade Gustavianska Operan i Stockholm, där hon var anställd som första aktris och sångerska under de tjugoett åren från 1782 fram till 1803.

## Liv och karriär
Stebnowska, som beskrivs som en utmärkt harpospelare, kom till Sverige från Paris tillsammans med den brittiske ambassadören Sir Thomas Wroughton, med vilken hon då hade ett förhållande.
Hon var från 1781 gift med den berömde svenske operasångaren Kristofer Kristian Karsten och blev genom sin dotter, dansösen Sophie Hedvig Karsten, mormor till ballerinan Marie Taglioni. Hennes yngre dotter, Elisabeth Charlotta Karsten, var konstnär, (målare).
Stebnowska anställdes första gången vid Operan 1782 och fick 25 februari 1790 ett livstidskontrakt som premiäraktris. Hennes definitiva avsked från operan skedde i samband med Operans stängning 1806, då hon och hennes make avskedades tillsammans med resten av personalen.
Hon deltog också som harpist i konserter som maken organiserade. I mars 1795 spelade hon pedalharpa i en konsert på Börshuset i Stockholm till sång av Marie Louise Marcadet och hennes man, som organiserat det hela: först uppträdde de var och en för sig, sedan alla tre tillsammans.
Som person beskrivs hon av Crusenstolpe:
”För hofatmosferen syntes Karstens fru enkom danad. Intet ord, ingen röstens böjning, ingen rörelse af någon lem, :som ej var behag. Förbindlighet i hvarje uttryck, hvarje åtbörd; finhet och ledighet i hvarje samtal; val af ämnen för dem, som inbjöd att deltaga, utan att :förstumma eller oroa någon; förekommande i första ögonblicket, äfven mot främlingen, och lika artig mot alla, utan att fästa sig vid någon med förkärlek, utan :att visa köld mot någon, var hon ett lefvande sammandrag af hoftonen i konung Gustaf III:s tid.”

## Eftermäle
Gustaf Löwenhielm nämner hennes betydelse på 1800-talet då han poängterar att många av grundarna av den svenska nationalscenen i själva verket var utlänningar: 
”Är det omöjligt att engagera herr Berg och fröken Schoultz? – Annars ser jag icke huru Tit. skall kunna undgå att engagera halvvuxna utlänningar. Gustav III:s :svenska nationalteater begyntes med den danska fru Müller, den franska fru Marcadet, den tyska mamsell Stading, den tyska Fru Augusti och den polska fru Karsten. Dessa damer ockuperade vår scen och uppehöllo den :ifrån Stora operans instiktelse och fru Olins liktidiga avgång i början av 1780-talet till år 1800, då fru Desguillons skola hann utkläcka mamsell Wässelia cum celeris.”